# Boylestone
Boylestone är en civil parish i Storbritannien.  Den ligger i distriktet Derbyshire Dales i grevskapet Derbyshire i England, i den södra delen av landet, 190 km nordväst om huvudstaden London. Antalet invånare är 318.